# アルコレ橋のボナパルト

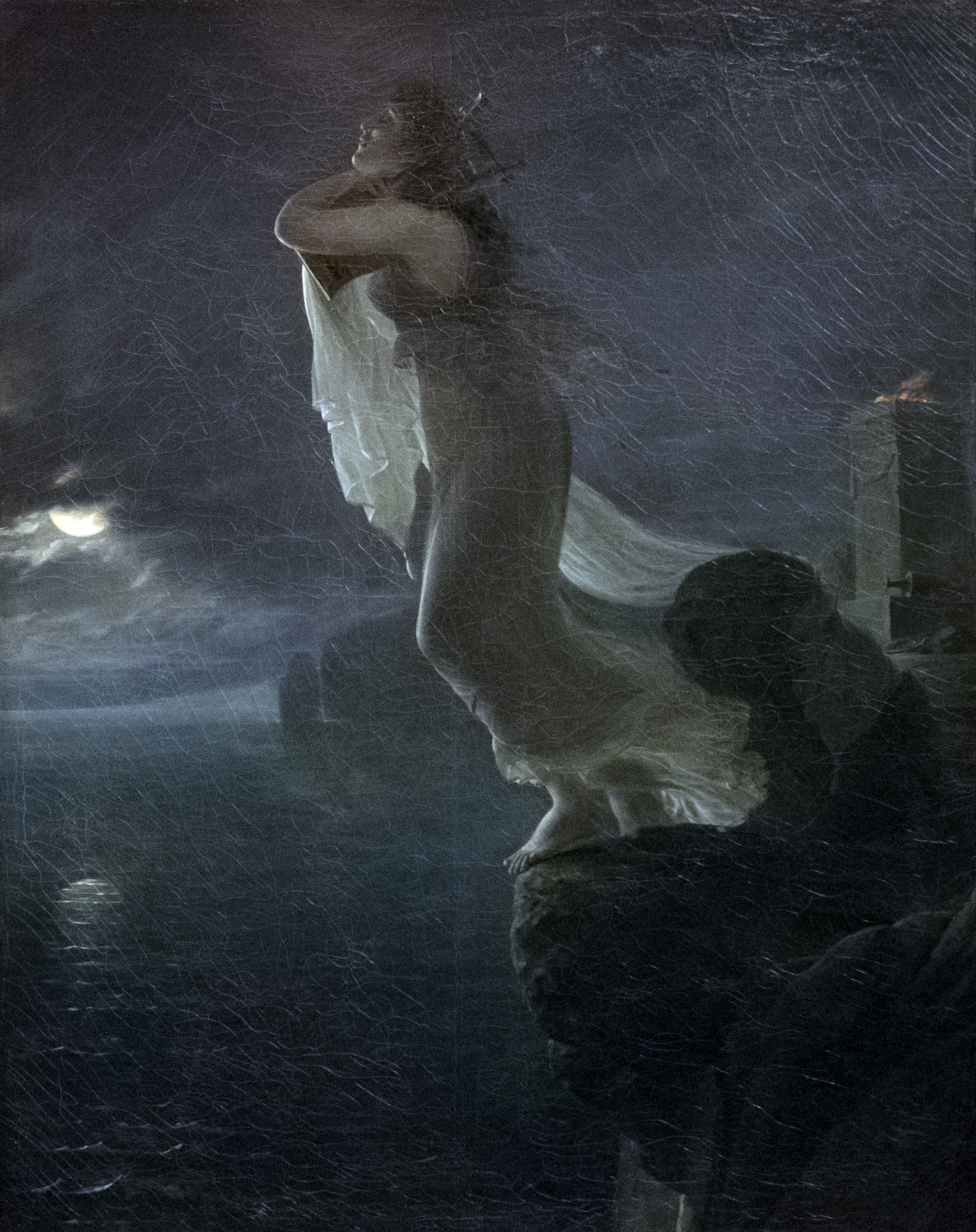
同じ年のサロンに出品された『レフカス島のサッフォー』。悲恋に絶望して海に身を投げたと伝えられる古代ギリシアの女流詩人サッポーを描いた作品。バイユー、ジェラール男爵美術館所蔵。

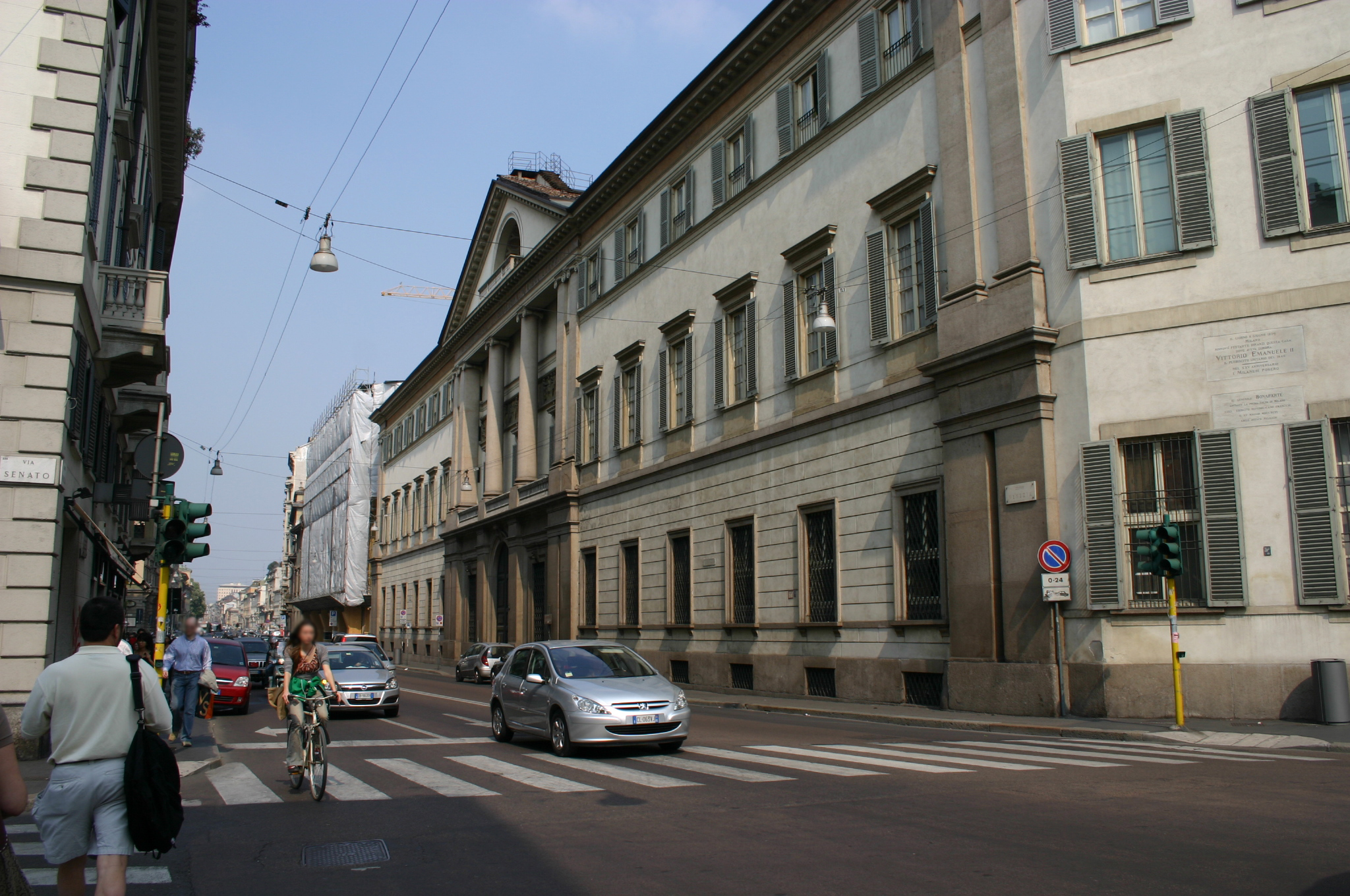
グロがナポレオンの姿を描きとめたミラノのパラッツォ・セルベッローニ。

『アルコレ橋のボナパルト』（仏: Bonaparte au pont d'Arcole, 英: Bonaparte at the Pont d'Arcole）は、フランス新古典主義の画家アントワーヌ＝ジャン・グロが1796年に制作した絵画である。油彩。アルコレの戦いでオーストリア軍を破り、フランス軍を勝利に導いた若き英雄ナポレオン・ボナパルトを描いた本作品は、ナポレオン時代の到来を告げる最初の重要作品であり、1801年のサロンに『レフカス島のサッフォー』（Sapho à Leucate）とともに出品され、その姿を広く知らしめた。
現在はヴェルサイユ宮殿美術館に所蔵されているほか、サンクトペテルブルクのエルミタージュ美術館、アレーネンベルク城のナポレオン美術館に複製画が所蔵されている。またルーヴル美術館に油彩画習作が所蔵されている。

## 主題
アルコレの戦いはヴェローナの南東25キロメートルの場所にある、アルポーネ川に架かるアルコレに通じる橋で行われた。フランス革命戦争においてフランスは隣国オーストリアの脅威を取り除くべく、1793年より北イタリアに侵攻していたが、3年の間目立った戦果を挙げることができずにいた。そこでトゥーロン攻囲戦で戦功のあったナポレオン・ボナパルトがイタリア方面軍の総司令官として抜擢された。当時27歳のボナパルトはジョゼフィーヌ・ド・ボアルネと結婚した2日後の3月12日にパリを離れ、イタリアへと向かった。その後、ボナパルトはフランス軍を率いて連勝を続け、マントヴァを包囲。しかしマントヴァを救うべく進軍するオーストリア軍に対し劣勢に陥ったボナパルトは、アルポーネ川を渡ってアルコレに進み、ヨーゼフ・アルヴィンツィ率いる敵主力の背後に回って退路を断つ作戦に出た。しかし川の東岸に布陣したオーストリア軍は橋を渡るフランス軍に容易に銃弾を浴びせることができたため、兵たちは橋を渡ることができずにいた。そのとき軍旗を掲げ、兵の先頭に立って橋を渡ろうと試みたのがほかならぬボナパルトであったという。ボナパルトは橋を渡り切ることができずに川に転落するが、奮起した兵は橋を渡ることに成功した。ボナパルトは苦しみながらもオーストリア軍を退却させ、最終的にマントヴァ救援を放棄させた。このアルコレ橋でのボナパルトの行動は彼の最初の重要な伝説となった。

## 作品
ナポレオン・ボナパルトは金の刺繍と赤い襟の共和党政府軍の将軍の軍服を着ている。構図の中心はボナパルトの雄姿であり、右手にサーベルを持ち、左手に三色の旗を振りかざしながら振り返り、後方の自軍を勇気づけている。ボナパルトの視線は緊張感と厳しさを伴い、彼の決断力と勇気を強調している。ボナパルトが持つサーベルの刀身には《ボナパルト、イタリア方面軍（Bonaparte, Armée d’Italie）》の文字が彫られ、ベルトの方形のプレートにはボナパルトのイニシャルの意匠が施されているが、背景は立ち昇る煙に覆われ、戦場が川岸に接している以外のものはほとんど描かれていない。しかし画面を必要最低限の描写でまとめることで、グロは共和国の英雄としてのボナパルトを理想化し、称揚している。
本作品は肖像画のように見える半面、歴史画のようにも見える。もともと本作品はジョゼフィーヌの依頼で肖像画として制作されたが、当時陸軍中尉としてイタリアに滞在し、アルコレ橋でのボナパルトの行動の一部始終を目撃したグロは歴史画として成功させたいと考えたのだろう。グロはミラノのパラッツォ・セルベッローニでボナパルトに何度かポーズを取ってもらうことができたが、短気で落ち着きのないナポレオンに絵画のモデルを務めてもらうことは難しかった。グロは肖像画の制作が思うように進まない落胆を母に宛てた手紙の中で語っている。
11月29日は作品のためにボナパルトに会うことができた最後の日であった。女流画家ヴィジェ＝ルブランの甥に当たるジャスティン・トリピエ＝ルブラン（Justin Tripier-Lefranc）によると、この日はジョゼフィーヌが肖像画制作のためにわざわざボナパルトの膝の上に座り、ボナパルトが動かないように取り計らってくれたという。その後、グロはナポリで作品を仕上げ、絵画を気に入ったナポレオンはグロを従軍させた。またジョゼフィーヌは翌年、前夫との間に生まれた息子ウジェーヌ・ド・ボアルネと娘オルタンス・ド・ボアルネにボナパルトの雄姿を伝えるため、グロに複製画の制作を依頼した。この2枚の複製画は後にエルミタージュ美術館とアレーネンベルク城のナポレオン美術館に伝わるバージョンとなった。

## 来歴

1796年の油彩画習作。ときにタブローよりも優れているとされる場合もある。ルーヴル美術館所蔵。

ウジェーヌ・ドラクロワの1830年の絵画『民衆を導く自由の女神』。

本作品は1796年にナポリで描かれた後、 ナポレオン・ボナパルト自身のコレクションを経由してフランス第二帝政期にナポレオン3世のコレクションとなった。フランスは1870年に普仏戦争に敗れ、廃位となったナポレオン3世はその翌年に絵画を皇后ウージェニー・ド・モンティージョに預託、3年後にナポレオン3世が死去すると、ウージェニーは1879年にルーヴル美術館に寄贈した。絵画は1881年にヴェルサイユ宮殿美術館に返還され、1901年にコンピエーニュ城美術館、1938年に再びヴェルサイユ宮殿美術館に収められて現在にいたる。

### ルーヴル版
最も初期の油彩画習作で、クータン・コレクション（Coutan Collection）に由来する。貿易商であったルイ＝ジョセフ＝オーギュスト・クータン（Luis-Joseph-Augute Coutan）は優れた絵画の収集家でもあった。1830年および1839年に彼と夫人が世を去ったのち、コレクションは義理の兄弟の画家フェルディナンド・ハウゲ（Ferdinand Hauguet）、さらにその息子モーリス＝ジャック＝アルベール・ハウゲ（Maurice-Jacques-Albert Hauguet）に受け継がれた。アルベールはコレクションが叔父クータンの名でルーヴル美術館に寄贈されることを希望した。その後コレクションはアンティーブのリュシエンヌ荘（villa Lucienne）に保管されたのち1883年にルーヴル美術館に収蔵された。

### エルミタージュ版
もともとミュンヘンのロイヒテンベルク公ウジェーヌ・ド・ボアルネのコレクションに由来する。ウジェーヌは1805年にバイエルン王国王女オギュスタ＝アメリー・ド・バヴィエールと結婚した。彼女の父マクシミリアン1世は、両親が離婚しさらにイタリアを失ったウジェーヌのために1817年にロヒテンベルク公を創設した。ウジェーヌはフランスに戻らず、ミュンヘンで家族とともに暮らし、1824年に死去。彼の第2子で第3代ロヒテンベルク公を継承したマクシミリアン・ド・ボアルネはロシア大公女マリア・ニコラエヴナと結婚し、サンクトペテルブルクに移り住んだ。こうして絵画はドイツから最終的にロシアにもたらされ、1924年にエルミタージュ美術館に収蔵された。

### アレーネンベルク版
アレーネンベルク版はオルタンス・ド・ボアルネのコレクションに由来する。ナポレオン政権の崩壊後亡命したオルタンスは、スイスのボーデン湖畔のアレーネンベルク城を購入したのち改築し、1818年に移り住んだ。これによって絵画はスイスにもたらされた。2012年にはメルボルンのビクトリア国立美術館で開催された「Napoleon：Revolution to Empire」展に出展されている。

## 影響
ウジェーヌ・ドラクロワの『民衆を導く自由の女神』に影響を与えたことが指摘されている。この作品では勝利の女神がフランスの国旗トリコロールを掲げ、背後の民衆を顧みながら先導している。

## ギャラリー

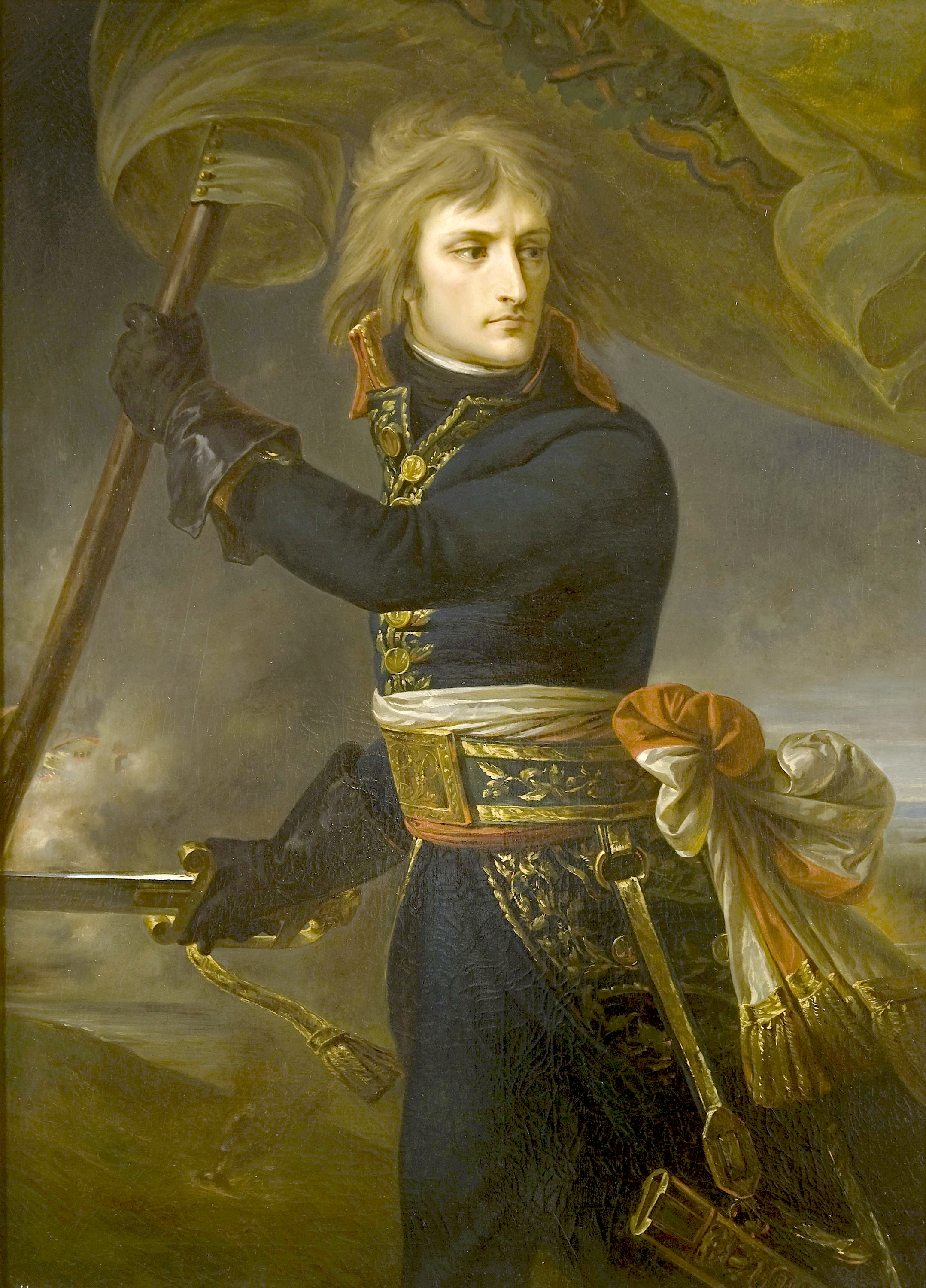
アレーネンベルク城のナポレオン美術館版。1796年
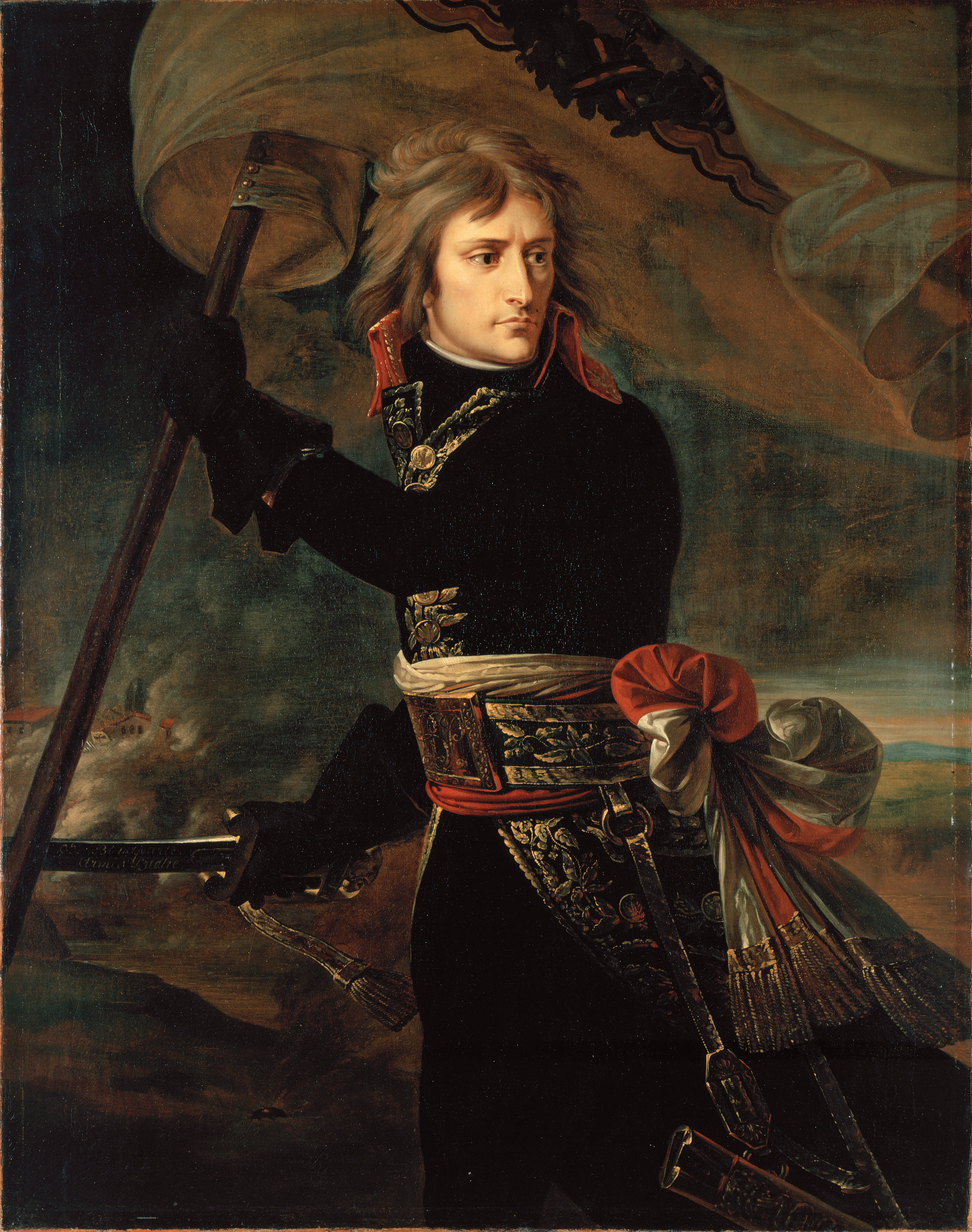
エルミタージュ美術館版。1796年-1797年
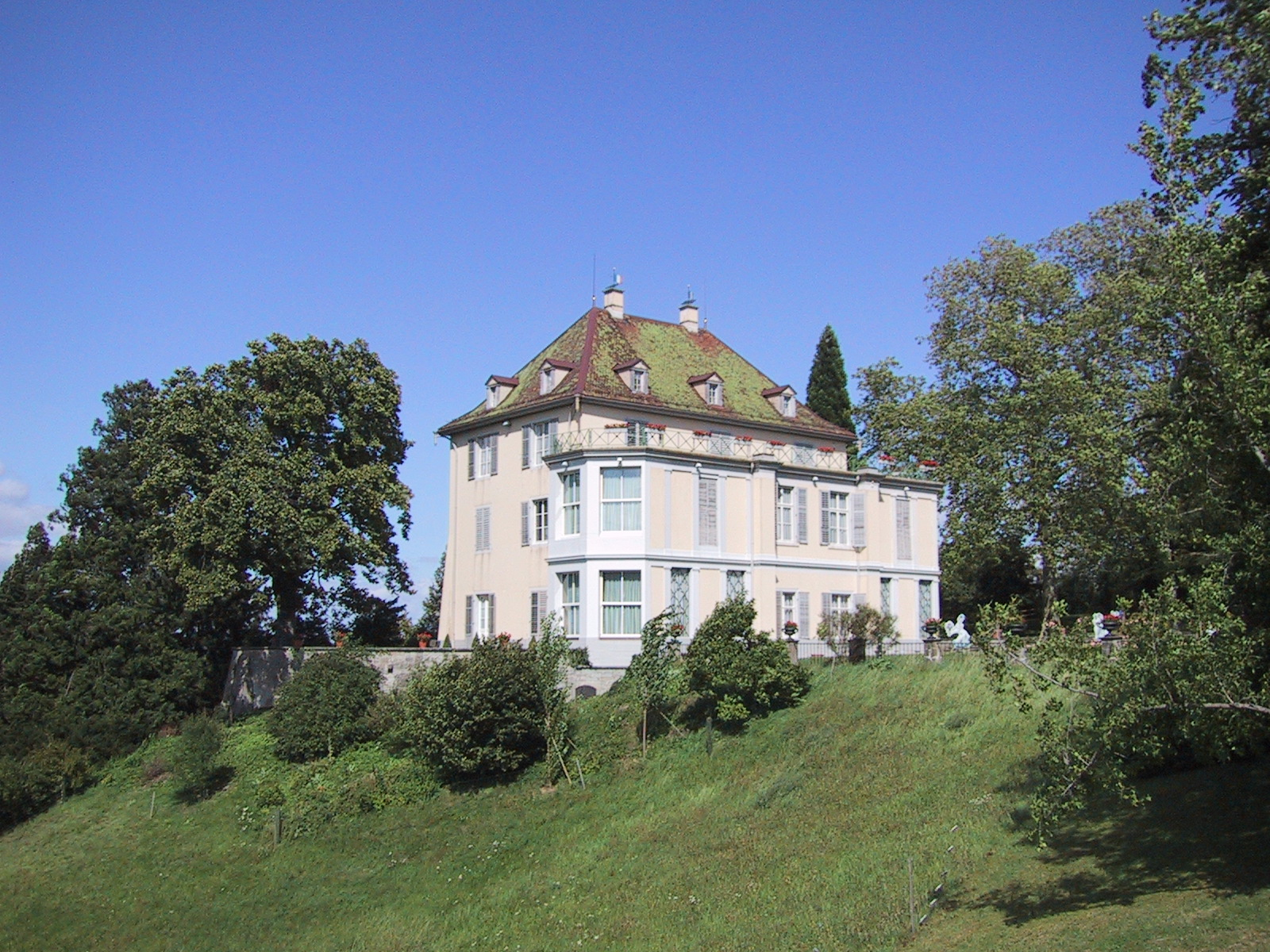
ヴァリアントの1つを所蔵するアレーネンベルク城は、スイスに亡命したオルタンス・ド・ボアルネの邸宅だった。